# HD 171238 b
HD 171238 b는 분광형 G형의 주계열성 HD 171238 주위를 돌고 있는 외계 행성이다. 이 행성은 지구로부터 궁수자리 방향으로 약 164광년 떨어진 곳에 있다. b의 최소 질량은 목성의 대략 2.5배 정도 되며 항성으로부터 떨어진 거리는 태양~지구 간격의 반 정도이다. 다만 이는 평균 거리로, 실제 b는 항성을 찌그러진 궤도 형태로 돌고 있으며 원일점과 근일점 거리는 두 배 정도이다. 2009년 8월 11일 Segransan 연구진이 라 실라 천문대에서 시선 속도법을 이용, 이 행성을 발견했다.

## 참고 문헌
- Segransan 연구진 (2009). “The CORALIE survey for southern extrasolar planets. XVI. Discovery of a planetary system around HD 147018 and of two long period and massive planets orbiting HD 171238 and HD 204313”. 《Astronomy & Astrophysics》.